# Bijzonder plan van aanleg
Een bijzonder plan van aanleg of bpa is de Belgische term voor een stedenbouwkundig plan voor een gemeente of een deel van een gemeente. Het verschaft informatie over de bestemming en de inrichting van een terrein, bijvoorbeeld een nieuwe straat in de gemeente waar de woonzone en de recreatiezone op aangeduid wordt. Door de gewijzigde wetgeving kunnen in het Vlaams Gewest geen bpa's meer worden opgemaakt. Er kunnen enkel nog ruimtelijke uitvoeringsplannen (RUP's) worden opgemaakt, die iets flexibeler zijn dan bpa's. De bestaande bpa's blijven echter van kracht zolang er geen RUP is opgemaakt dat het BPA vervangt.

## Andere stedenbouwkundige plannen in Vlaanderen
Naast de bpa bestaat er ook het algemeen plan van aanleg (apa) en Gewestplan. Apa's geven informatie over een heel grondgebied van een gemeente. Deze plannen waren normaal gezien verplicht voor iedere gemeente maar er zijn slechts enkele gemaakt, omdat het Gewestplan reeds gedetailleerde informatie geeft per gemeente.
Gewestplannen werden opgesteld per arrondissement en bevatte vooral zeer gedetailleerde informatie over de verschillende eindbestemmingen van de ruimte in Vlaanderen. Dit plan duidt aan waar woonzones, landbouwzones, industriezones en recreatiezones komen. Dit gewestplan was zo gedetailleerd dat er zelfs aangeduid werd waar er een uitbreidingszone voor wonen kan zijn of waar er waardevol landbouwgebied was. Vandaar de overbodigheid van apa's.
Bpa's werden vooral gebruikt om het gewestplan te verfijnen, zoals bepalingen hoe hoog men mag bouwen in een bepaalde straat. Maar ook soms om tegen het gewestplan in te gaan, om bijvoorbeeld lokale problemen beter op te lossen of om meer woonzone af te bakenen dan mocht volgens het Gewestplan.

## Historie
Bpa's en gewestplannen dateren van de jaren 70 en waren in feite het eerste instrument om een ruimtelijk beleid te voeren in België. Men wou verdere verstedelijking tegengaan en de schaarse open ruimtes die toen nog restten in Vlaanderen beschermen. Dit is deels mislukt wegens een gebrek aan een samenhangende ruimtelijke visie. Iedere gemeente kon met een eigen bpa immers alle beslissingen van het gewestplan negeren als ze dat wilden. Vandaar dat er vanaf de jaren 80 nood was aan een nieuw instrument.
Sinds de jaren 2000 zijn er ruimtelijk structuurplannen (rsp) en ruimtelijke uitvoeringsplannen (RUP) opgesteld. Sindsdien worden er geen nieuwe bpa's meer gemaakt. De bestaande bpa's blijven echter geldig tot de gemeente een RUP opstelt ter vervanging van (delen van) het bpa in kwestie.
In 2000 konden bpa's eenmalig gewijzigd worden.

## Types
Bpa-artikel 16 is het meest gekend en bevat informatie over de bestemming en inrichting van open ruimtes of van bebouwde ruimtes in de gemeente. Dit type kan ook zonevreemde woningen, bedrijven en sportterreinen herbestemmen. Naast informatie over de bestaande structuur, vind je ook kaarten met de nieuwe bestemming en stedenbouwkundige voorschriften over de plaatsing en grootte van gebouwen of de aanplanting van groen.
Bpa-artikel 17 zijn bpa's specifiek voor industrieterreinen en sociale woonblokken. Bpa-artikel 18 zijn 'verruimde rooilijnplannen' en duiden dus de toekomstige rooilijnen van een gebouw aan.

## Kritiek
Een van de redenen om bpa's niet langer te gebruiken in de ruimtelijke planning is het feit dat de voorschriften erg rigide zijn en wijzigingen moeilijk zijn. Dit vergt immers lange juridische procedures tot wijziging van het plan. Daarenboven werden de plannen te vaak opgemaakt om ad-hocoplossingen te bieden aan kleine lokale problemen, en waren ze te weinig de uitdrukking van een ruimere visie. 
Daarom werden ze vervangen door RUP's, die minder gedetailleerd hoeven te zijn, waardoor ze flexibel zijn om toekomstige ontwikkelingen op te vangen.

## Bron
- Syllabus 'Instrumentarium van de Ruimtelijke ordening', 2011-2012, Universiteit Gent, Vakgroep Architectuur&Stedenbouw